# Spann (Einheit)
Spann war ein schwedisches Volumenmaß für trockene Waren (Getreidemaß) und in Deutschland ein Längenmaß im Bergbau.

## Schweden
Das Maß wurde für Kohlen, Getreide, Malz, Salz, Kalk und weiteren Trockenwaren verwendet. Wurde die Ware anstatt gehäuft gestrichen gemessen, rechnete man einen Zuschlag zum Maß. Das erhöhte je Spann die Zahl auf bis zu 19 Kappar/Kappen (Kalk und Salz 17 Kappar, Getreide 18 Kappar, Malz 19 Kappar).
- 1 Spann = 2 Halbspann = 4 Viertel/Fjerdingar = 16 Kappar/Kappen = 28 Kannen/Kannor = 56 Stoop/Stop = 224 Quarter/Qvarter = 896 Ort = 3693 Pariser Kubikzoll = 73,256 Liter[1]
- allgemein 2 Spann = 1 Tonne/Tunna = 146,563 Liter[2]

Werte für 2 Spann oder 1 Tonne/Tunna unter Berücksichtigung der Ware
- 1 Tonne Getreide = 63 Kannar = 164,883 Liter[3]
- 1 Tonne Malz = 66 ½ Kannar = 174,043 Liter
- 1 Tonne Kalk, Salz = 59 ½ Kannar = 155,723 Liter

## Deutschland
Im Herzogtum  Braunschweig galt ab 1838 das Längenmaß Spann im Bergbau und war ein kleineres Maß des Lachters.
- 1 Spann = 10 Lachterzoll

Der Zoll war dezimal geteilt in 10 Primen und je 10 Sekunden. Das Lachter hatte derzeit 8 Spann = 1,91926 Meter.